# Siemion Diukariew
Siemion Pietrowicz Diukariew (ros. Семён Петро́вич Дю́карев, 1914–1990) – radziecki dyplomata.

## Życiorys
Należał do WKP(b), od 1939 pracował w Ludowym Komisariacie/Ministerstwie Spraw Zagranicznych ZSRR, 1946-1949 był konsulem generalnym ZSRR w Mediolanie, a 1951-1955 radcą Ambasady ZSRR w Birmie. W latach 1958–1961 był radcą Ambasady ZSRR w Tajlandii, od 1963 do października 1964 zastępcą kierownika Wydziału Azji Południowo-Wschodniej MSZ ZSRR, od 9 października 1964 do 19 lipca 1969 ambasadorem nadzwyczajnym i pełnomocnym ZSRR w Somalii, a od 14 października 1972 do 27 września 1978 ambasadorem nadzwyczajnym i pełnomocnym ZSRR w Argentynie.